# Martín Ignacio de Loyola
Fra Martí de Loyola (?-1606), més conegut com a Martín Mallea, va ser un frare franciscà descalç, navegant i missioner espanyol.
Martín Mallea va realitzar dues vegades la volta al món, la circumnavegà els anys 1580-1584 i 1585-1589, i va escriure diversos relats que van tenir gran incidència en el seu temps. Va ser primer custodi de la província franciscana de Macau-Malacca i quart bisbe de Paraguai i del Riu de la Plata on el 1603 va convocar el Sínode d'Asunción, considerat el primer concili del Riu de la Plata a Asunción, on s'arreplegaven una sèrie de mesures que protegien els indígenes, considerades com la primera doctrina social de l'Església, per això Fra Martí Ignasi de Loyola ha estat considerat pel papa Joan Pau II com a gran defensor dels indígenes i Eix del desenvolupament humà i cristià del Paraguai i regions veïnes. Va morir a Buenos Aires, l'Argentina, el 9 de juny de 1606.
Era besnebot d'Ignasi de Loiola i va ser ordenat sacerdot a Alaejos l'any 1572.
La història del seu primer viatge va ser publicada per primera vegada a Roma el 1586, inclosa en Història de les coses més notables, ritus i costums del gran regne de la Xina, de Juan González de Mendoza.
Martín Ignacio de Mallea Loyola va néixer en la població guipuscoana de Éibar (País Basc, Espanya) a mitjan segle xvi, era fill d'Andrés Martínez de Mallea i de María Osoa de Loyola. Nebot del fundador de la Companyia de Jesús, Ignasi de Loyola i cosí del qual va ser governador de Xile, Martín García de Oñaz.
L'activitat viatgera de fra Martín Mallea el va portar a ser definit l'any 1584 com un dels religiosos descalços de l'Ordre de Sant Francesc que ho van recórrer tot (el Nou Món). El seu primer viatge el va emprendre el 13 de juny de 1581 salpant cap a Mèxic amb altres trenta-un missioners franciscans amb destinació a les Filipines on va arribar en 1582.
De Filipines va passar a la Xina amb la intenció d'evangelitzar la seva població, però hi va ser rebutjat, patint diversos atacs que van arribar a posar en risc sa vida. Va rebre ajuda del Capità Major de Macau, llavors colònia de Portugal, Arias González de Miranda. El 31 de desembre de 1583 arribava a Malacca d'on va sortir cap a la península Ibèrica per l'anomenada Ruta Portuguesa fent escala en diversos punts d'aquesta. Per a 1584 ja hi era a Portugal.
A la seva arribada a Europa es va posar en contacte amb el Consell d'Índies per a tractar els problemes de les missions franciscanes a l'Extrem Orient. Parlà amb el Pare General dels franciscans sobre el mateix afer i va aconseguir del papa Gregori XIII la butlla de Custodi de la Xina.
El 1585 sortia amb vint missioners del port de Lisboa cap a Orient per la Ruta Portuguesa arribant a Malacca i intentant des d'allà endinsar-se a la Xina. Va fer dos intents fallits i va decidir comunicar al rei Felip II el problema de les missions a la Xina. Per a això va partir del port de Macau cap a Nova Espanya el 12 de juliol de 1588. Ho va fer en la fragata La nostra Senyora de l'Esperança, capitanejada pel seu paisà Pedro d'Unamuno. El 22 de novembre d'aquest mateix any arribava al port d'Acapulco després de recórrer part de la costa oest nord-americana. Va seguir viatge arribant a Espanya a l'any següent. Va haver d'abandonar els seus objectius sobre l'evangelització a la Xina i dedicar-se a altres coses.
Fruit d'aquests viatges, particularment la seva primera volta al món, va ser la seva obra Itinerari del Nou Món. Aquesta obra va ser inclosa per l'agustí fra González de Mendoza en la recopilació que va realitzar i va titular Història de les coses més notables, ritus i costums del gran Regne de la Xina editada el 1585 a Roma i reeditada més de quaranta vegades. En concret és, amb portada especial, el tercer llibre de la segona part de l'obra.
En 1594 va sortir cap a Amèrica del Sud on fou nomenat bisbe de Paraguai el 19 de novembre de l'any 1601. Aviat va convocar el sínode d'Asunción o Rioplatense, el primer sínode que es realitzava a Paraguai, sota el lema per al bon ensenyament de la doctrina cristiana dels naturals. Al sínode paraguaià va participar qui seria el primer beatificat paraguaià, Roque González. Fruit d'aquest sínode va ser una àmplia transformació de la legislació civil a fi de millorar les situacions dels indígenes en referència a les seves relacions laborals, relació amb el treball i actituds davant la dona, etc i es va determinar que l'evangelització dels amerindis havia de fer-se en llengua guaraní, adoptant-se a més a més com a catecisme oficial el Catecisme limense que fra Luis Bolaños havia traduït a aquesta llengua.

## Obres
- Martí Ignasi de Loyola. VIATGE AL VOLTANT DEL MÓN